# Tibor Fischer

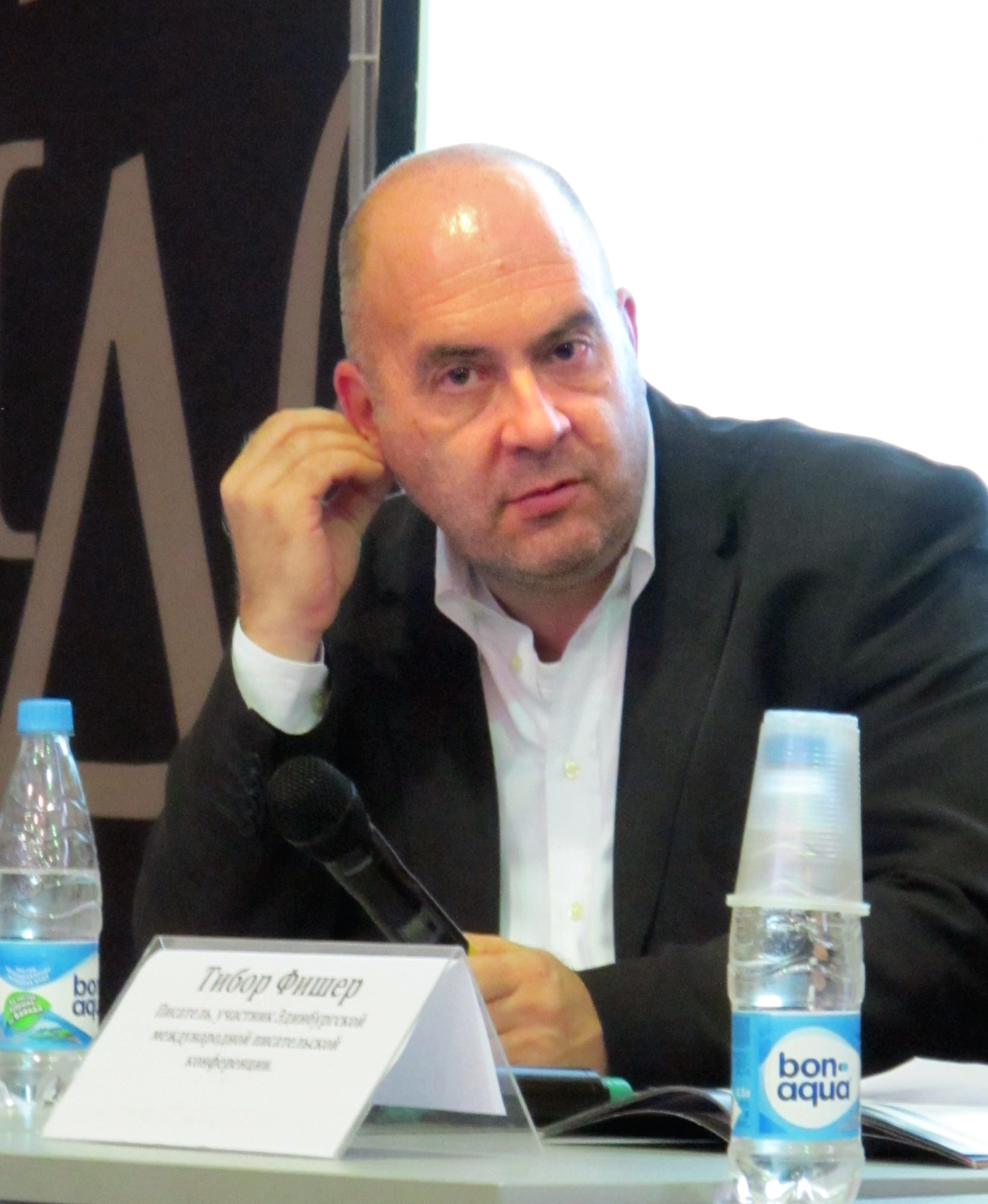
Tibor Fischer (2012)

Tibor Fischer (geboren 15. November 1959 in Stockport) ist ein britischer Schriftsteller.

## Leben
Tibor Fischers Eltern, die beide Basketballer waren, flohen nach der Niederschlagung des Ungarischen Volksaufstands 1956 aus Ungarn, sein Vater arbeitete nach dem Studium als Rundfunkredakteur bei BBC Radio 4. 
Fischer wuchs in London auf und besuchte eine Comprehensive School. Er studierte Romanistik und Latein am Peterhouse der Universität Cambridge. 
Fischers Debütroman Under the Frog (Stalin oder ich) wurde 1992 mit dem Betty Trask Award ausgezeichnet und stand 1993 auf der Shortlist des Man Booker Prize. 
Fischer verteidigte 2017 die Kulturpolitik der ungarischen Regierung Viktor Orbán, welche mit Gesetzen und administrativen Maßnahmen die Arbeit der von George Soros geförderten Central European University in Budapest einschränkte. Von Michael Ignatieff wurde Fischer beschuldigt, einfache Fakten zu verdrehen.

## Werke
- Under the Frog,  (1992)
  - Stalin oder ich : Roman. Übersetzung Ulrich Blumenbach. Reinbek  : Rowohlt, 1997
- The Thought Gang (1994)
  - Ich raube, also bin ich : die Eddie-Coffin-Story. Übersetzung Ulrich Blumenbach. Berlin : Rowohlt, 1997
- The Collector Collector (1997)
  - Die Voyeurin : Roman. Übersetzung Ulrich Blumenbach. Berlin : Rowohlt, 1998
- Don't Read This Book If You're Stupid. Erzählungen. (2000)
- Voyage to the End of the Room (2003)
- Good to be God (2008)
- Crushed Mexican Spiders. Erzählungen. (2011)
- How to Rule the World. Corsair, 2018